# Internationale Musikakademie für Solisten
Die Internationale Musikakademie für Solisten (IMAS) ist eine Musikschule in Hannover mit Meisterkursen für hochbegabte Nachwuchs-Solisten, die eine internationale Karriere anstreben. Sie zählt zu den führenden Ausbildungsstätten für Solisten in Deutschland. Die angebotenen Kurse wechseln jährlich in den Fächern Klavier, Violine, Gesang, Violoncello, Horn und Kammermusik.

## Aktivität und Organisation
Professoren der Hochschule für Musik, Theater und Medien Hannover und andere erfahrene Musiker unterrichten die Schüler im Schloss Bückeburg. Bisher wurden durch die IMAS mehr als 1000 hochbegabte Schüler aus 35 Nationen gefördert (Stand: 01/2014).
Die jeweils neuntägigen Einzelkurse werden im Herbst begonnen und enden mit einem Abschlusskonzert im Festsaal des Schlosses. Um die Kosten der Teilnahme niedrig zu halten, wohnen die Schüler während der Kurse bei Bückeburger Bürgern.
Der Vorstand des Trägervereins setzt sich zusammen aus Ulrike Fontaine (Vorsitzende), Peter Christoph Loewe (stellvertretender Vorsitzender), Ines Gräfin von der Schulenburg (Finanzen), Bernd Goetzke (künstlerische Leitung) und Alexander zu Schaumburg-Lippe (Ehrenvorsitzender). Ein siebenköpfiges Kuratorium steht dem Vorstand zur Seite. Der Pianist Boris Kusnezow ist für das Projektmanagement zuständig.
Das IMAS wird unter anderem gefördert von der Sparkasse Schaumburg, den Stadtwerken Schaumburg-Lippe, den Schaumburger Nachrichten, dem Klavierbauer Grotrian-Steinweg sowie der Fritz-Behrens-Stiftung und anderen Stiftungen.

## Geschichte
Der gemeinnützige Trägerverein, Internationale Musikakademie für Solisten e. V., wurde 1978 von Reimar Dahlgrün, emeritierter Professor der Musikhochschule in Hannover, gemeinsam mit Kollegen gegründet. In den ersten zehn Jahren wurde in der Herzog August Bibliothek in Wolfenbüttel unterrichtet. 1986 holte Alexander Fürst zu Schaumburg-Lippe die Akademie in das Schloss Bückeburg. 1982 übernahm Gotthard Kronstein den geschäftsführenden Vorsitz.
Karl-Heinz Kämmerling verantwortete rund drei Jahrzehnte lang die künstlerische Gesamtleitung. Ende 2010 wurde Bernd Goetzke sein Nachfolger.

## Persönlichkeiten (Auswahl)

### Dozenten
Quelle, wenn nicht anders angegeben:
Klavier
- Guido Agosti[11]
- Bernd Glemser
- Bernd Goetzke
- Karl-Heinz Kämmerling
- Zsigmond Szathmáry[11]

Violine
- Ana Chumachenco
- André Gertler[11]
- Yfrah Neaman
- Igor Ozim
- Kurt Saßmannshaus
- Krzysztof Węgrzyn

Violoncello
- Julius Berger
- Wolfgang Boettcher
- André Navarra[11]
- Wolfgang Emanuel Schmidt

Horn
- Stefan Dohr
- Marie-Luise Neunecker

Fagott
- Klaus Thunemann

Gesang
- Judith Beckmann[12]
- Helen Donath
- Christiane Iven
- Sena Jurinac[11]
- Helena Łazarska[12]
- Charlotte Lehmann
- Birgit Nilsson
- Rudolf Piernay
- Elisabeth Schwarzkopf
- Mitsuko Shirai
- Hildegard Uhrmacher-Kronstein[12]
- Dunja Vejzovic[12]
- Lars Woldt

### Schüler
Quelle, wenn nicht anders angegeben:
Klavier
- Sheila Arnold (* 1970), Professorin an der Hochschule für Musik und Tanz Köln[14]
- Markus Becker[15]
- Luiza Borac[15]
- Konstanze Eickhorst
- Alexej Gorlatch[15]
- Ayumi Janke[15]
- Yo Kosuge[15]
- Roland Krüger
- Igor Levit
- Alice Sara Ott[16]
- Ragna Schirmer
- Lars Vogt

Violine
- Ulrike-Anima Mathé

Violoncello
- Marcio Carneiro
- Manuel Fischer-Dieskau

Gesang
- Christiane Iven